# Baptisten in Italien
Die Geschichte der Baptisten in Italien reicht in die 1860er Jahre zurück.

## Geschichte
Zunächst waren es britische Missionare, die im 1863 den Grundstein für die baptistische Bewegung in Italien legten. Nur wenige Jahre später kamen US-amerikanische Missionare nach Italien. In einigen größeren Städten und umliegenden Dörfern entstanden in der Folgezeit die ersten Baptistengemeinden Italiens. 1905 begann man mit dem Aufbau einer theologischen Ausbildungsstätte für haupt- und ehrenamtliche Mitarbeiter. Diese wurde allerdings 1932 durch die faschistischen Machthaber geschlossen.
1921 zog sich die Britische baptistische Missionsgesellschaft aus der Italienmission zurück und legte die Verantwortung für die von ihr gegründeten Gemeinden in die Hände der Außenmission der amerikanischen Southern Baptist Convention. Diese veranlasste 1939 die Gründung der Opera Battista, eine Vorläuferin des zwanzig Jahre später ins Leben gerufenen Bundes der christlich-evangelischen Baptistengemeinden Italiens. Am 25. April 2006 gründete sich in Bologna die Chiese Evangeliche Riformate Battiste in Italia.

## Baptistenvereinigungen in Italien
- Unione Cristiana Evangelica Battista d’Italia
- Chiese Evangeliche Riformate Battiste in Italia